# Péter Solymos
Péter Solymos (* 14. Dezember 1910 in Törökbecse; † 4. Oktober 2000 in Budapest) war ein ungarischer Pianist.

## Leben
Solymos studierte in Wien und Paris sowie zwischen 1932 und 1934 bei Ernst von Dohnányi in Budapest. Mit einem Staatsstipendium ging er 1947/48 nach London und Rom. 1948 wurde er Hochschullehrer an der Budapester Musikakademie. Ab 1973 unterrichtete er in Japan. 1980 war er Juror beim Internationalen Chopin-Wettbewerb in Warschau.

## Auszeichnungen
- 1957: Franz-Liszt-Preis